# ERIH PLUS
ERIH PLUS (European Reference Index for the Humanities and Social Sciences), anteriormente ERIH, es un índice europeo de revistas académicas.

## Descripción
Índice europeo de revistas académicas de humanidades y ciencias sociales. Es sucesor del anterior ERIH (siglas de "European Reference Index for the Humanities"), vinculado a la European Science Foundation y cuyo ámbito abarcaba solo publicaciones de humanidades; el cambio de denominación, con la incorporación de «PLUS», hace referencia a esta ampliación en sus objetivos. Sin fines comerciales, en oposición a otras base de datos como Scopus o Web of Science, tiene un ámbito europeo y depende del Ministerio Noruego de Educación e Investigación, a través del organismo público NSD, que lo gestiona desde 2014.